# Type besonders hoher Ton
Die Type besonders hoher Ton (˥) des Internationalen Phonetischen Alphabets (IPA), engl. „MODIFIER LETTER EXTRA-HIGH TONE BAR“ (Unicode), zeigt an, dass der Ton besonders hoch ausgesprochen werden muss.
Seine IPA-Nummer ist 519, die Unicode Standard-Nummer (UCS) lautet U+02E5.

## Doppelter Akut
Das IPA-Zeichen „Doppelter Akut“  ̋ (IPA 512 / UCS U+030B) zeigt ebenfalls eine besonders hohe Aussprache an.